# Universität Padua
Die Universität Padua (italienisch Università degli Studi di Padova, lateinisch Universitas Studii Paduani) ist eine Universität in Padua in Italien. Sie gilt gemeinhin als eine der renommiertesten Universitäten Italiens und wurde im Jahr 1222 gegründet. Sie ist somit eine der ältesten Universitäten Europas und nach Bologna und Modena die drittälteste Universität Italiens. Derzeit (Stand: 2022) sind ungefähr 63.000 Studierende an der Hochschule eingeschrieben.

## Geschichte

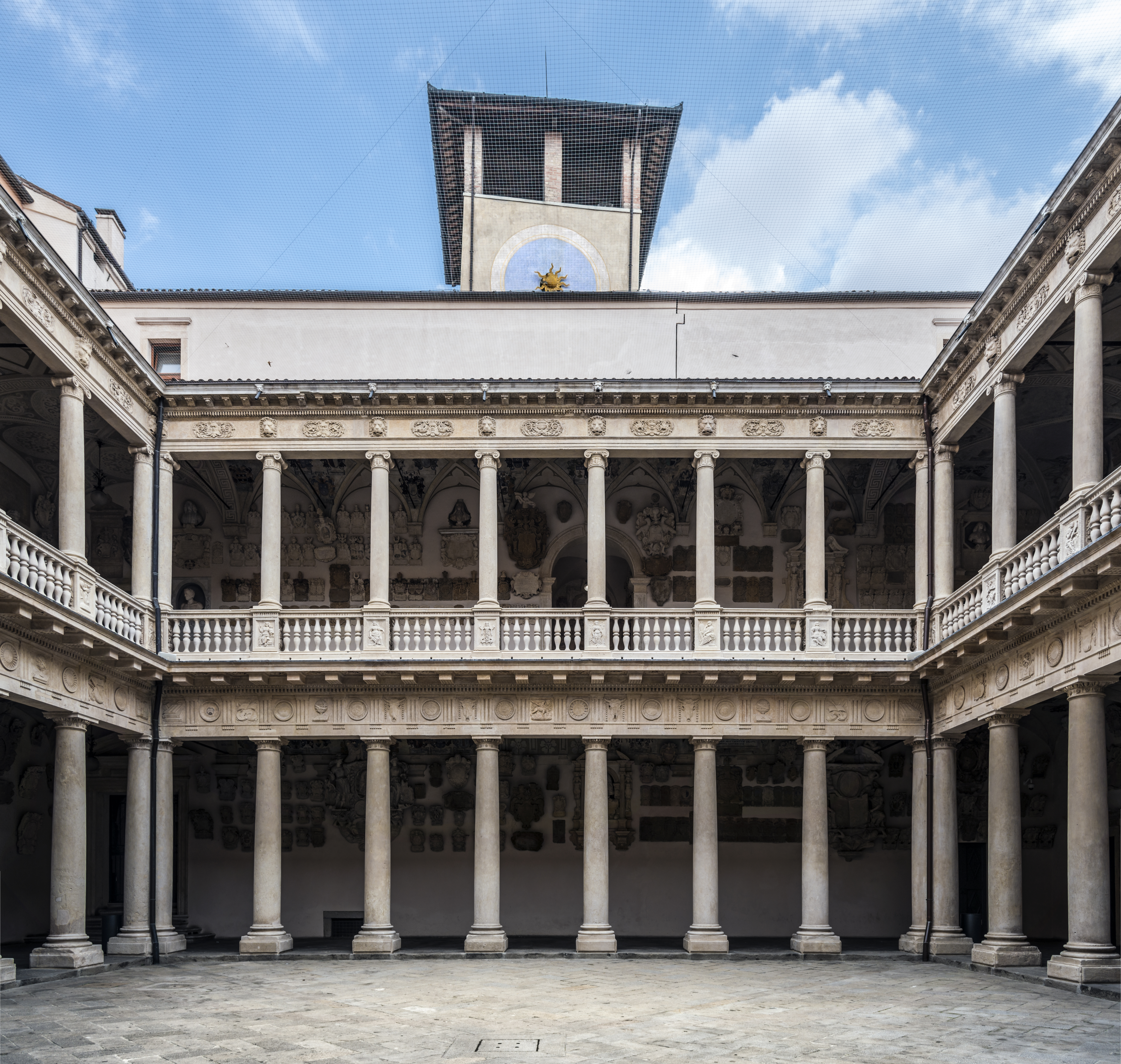
Innenhof des Palazzo del Bo, des Hauptsitzes der Universität (1492)

### Ursprünge und Entwicklung der Universität
Von der Entstehung der Hochschule ist wenig bekannt, da sie sich nicht infolge eines speziellen kaiserlichen oder päpstlichen Privilegs entwickelte. Alte Dokumente geben als Gründungsjahr 1222 an, denn seit diesem Jahr wird eine öffentlich anerkannte und beständige Universitätsstruktur beurkundet. Davor gab es allerdings schon Kirchenschulen, die Bischofssitzen und Klöstern angehörten und an denen die kanonischen Rechte und Theologie gelehrt wurden. Außerdem existierten Privatschulen zum Studium der freien Künste und im 12. Jahrhundert zahlreiche Rechts- und Notariatsschulen.
Der Bischof Giordano und der Stadtvogt Giovanni Rusca gewährten Professoren und Studenten, die die Universität Bologna aufgrund von Differenzen verlassen hatten, im Jahre 1222 Zuflucht. Die Universität Padua verdankt ihre Gründung auch der Schließung der Universität Vicenza 1209, da verschiedene Scholaren von dieser abgewandert waren. Dank des Freisinns der Stadt, dem Reichtum und der Aufgeschlossenheit der Bürger festigte sich die Universität sehr schnell.
Weiteren Auftrieb erhielt die Universität durch den Dominikanerorden, der sich vier Jahre nach der Gründung in Padua niederließ. Behindert wurde die Universität aber durch die Herrschaft von Ezzelino da Romano von 1237 bis 1256, wenn auch nur leicht. Nachdem dieser vertrieben worden war, blühte die Universität von neuem auf. Grund dafür waren Streitigkeiten in der Universität von Bologna, was Padua einen neuen Zustrom von Doctores und Studenten sicherte.
Auch der Versuch von Papst Nikolaus IV. der Exkommunizierung und Verbote von Heinrich VII. konnten der Stadt ihre Universität nicht nehmen. Haupteinzugsgebiet der Institution war Italien, aber auch über die Alpen kamen sehr viele Schüler.

### Der Aufbau der Universität

Das Innere vom Gymnasium Patavinum

Die Universität konstituierte sich als „Universitas scholarium“, eine freie Körperschaft von Studenten, welche sich nach eigenen Gesetzen richtete und selbstständig regiert wurde. Die Stadt Padua gab sich alle Mühe, die Universität zu schützen, ihre Selbstständigkeit zu respektieren und den Studentenzulauf zu fördern.
Die Studenten waren in einer gemeinsamen Körperschaft zusammengefasst. Unabhängig von ihrem Studiengang wurden sie nach ethnisch-geographischen Kriterien in „Nationes“ eingeteilt, welche sich in zwei große Gruppen unterschieden: die Cismontanes (Italiener) und die Ultramontanes (Ausländer). Die beiden Gruppen wurden von einem oder zwei Rektoren regiert, die jedes Jahr von den Studenten gewählt wurden.
An der Universität, die ihre Ursprünge Rechtswissenschaftlern verdankt, blieb Gesetzeskunde lange das Hauptfach, auch als sich die Freien Künste zu etablieren begannen. Die Schüler der freien Künste waren der Leistenuniversität unterstellt und hatten kein Anrecht auf eigene Vertretung. Das Studium der Rechte und die damit verbundenen akademischen Titel genossen ein höheres Ansehen.

### Das Entstehen der „Universitas artistarum“
Die Studenten und Dozenten der Fächer Medizin, Philosophie, Literatur, Grammatik und Rhetorik bestanden auf Gleichberechtigung. Deshalb schlossen sie sich als eigene Körperschaft zusammen. Die 1360 von Bischof Pietro Pileo di Prata eingeleitete Abspaltung wurde 1399 durch Vermittlung Francescos II. da Carrara abgeschlossen. Von nun an gab es zwei Universitäten: Die Universitas iuristarum und die Universitas artistarum, jede mit ihrem eigenen Rektor, eigenen Statuten und dem Vorrecht eigener Befehlsgewalt.
Am 25. Juni 1678 wurde Elena Lucrezia Cornaro Piscopia in Philosophie ein Doktortitel verliehen, als erster Frau überhaupt.

### Die Rektoren und andere Repräsentanten der Universität
Die Rektoren der Universität genossen großes Ansehen und hatten zum Beispiel sogar das Privileg der Rechtsprechung über die Studenten. Die Professoren achteten auf Disziplin und besaßen das Lehrrecht. Zusammen mit dem Rektor hatten vier Bürger der Stadt die Oberaufsicht und kontrollierten die Entwicklung der Universität.

### Die bekanntesten Lehrer des 13. und 14. Jahrhunderts
In den ersten beiden Jahrhunderten genossen vor allem Lehrer des Zivilrechts ein hohes Ansehen, darunter Alberto Galeotti, Guido da Suzzara, Jacopo d’Arena und Riccardo Malombra.
In den Bereichen der Medizin und Philosophie schaffte es vor allem Pietro d’Abano zu Ruhm zu gelangen. Marsilio da Padova gab den medizinisch-wissenschaftlichen Tendenzen einen noch über lange Zeit bestehenden Impuls.

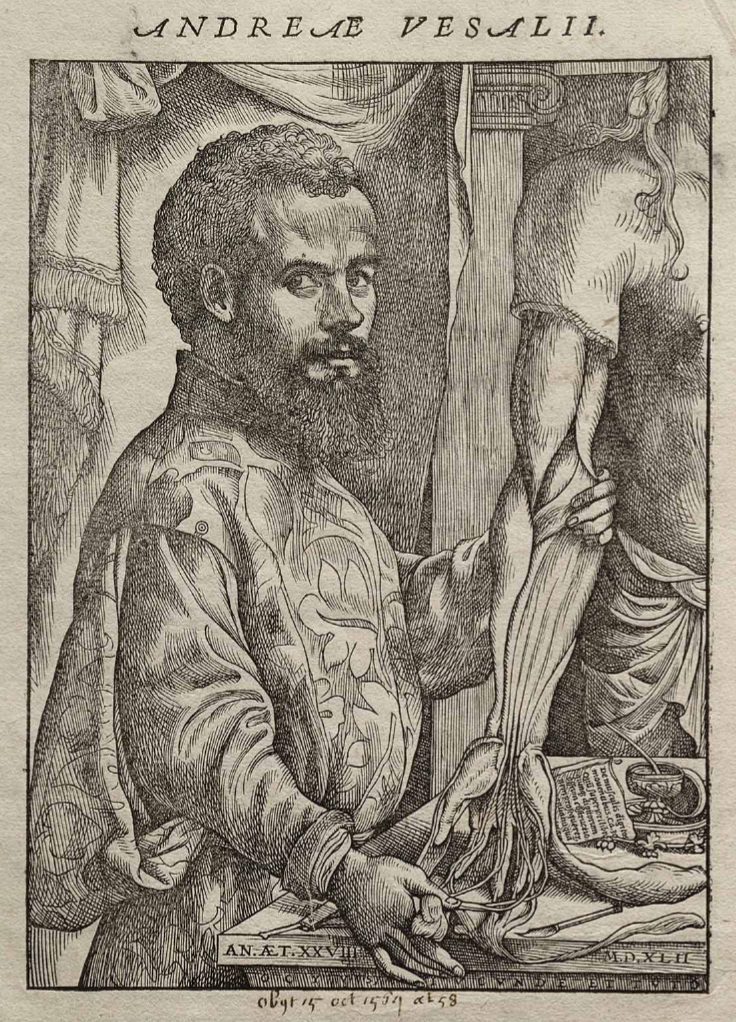
Andreas Vesalius

### 15. und 16. Jahrhundert
In dieser Zeit reüssierte die Universität Padua zum führenden Zentrum in der Medizin, insbesondere im 16. Jahrhundert gingen von Padua die Anfänge des klinischen Unterrichts aus und die Universität war „das wichtigste Forschungszentrum für menschliche Anatomie“. Es lehrten dort Vesalius, Montanus, Falloppius und Fabrizio. Viele ausländische Studenten kamen in dieser Zeit zum Medizinstudium nach Padua. Darunter William Harvey, Pieter van Foreest und Gerard Bontius, die ersten Medizinprofessoren in Leiden sowie Thomas Linacre und John Caius.

### Reformen an der Universität
1517 wurde die Universität strukturell einer Neuordnung unterzogen. Der venezianische Senat ersetzte den Bürgerrat der Trattatori, der bis dahin die Hochschule überwacht hatte, durch die Riformatori dello Studio di Padova, die sich aus drei, alle zwei Jahre unter den angesehensten Experten in öffentlichen Fragen gewählten Patriziern zusammensetzten. Der Rat sorgte für eine Loslösung von der Stadt und ließ der Universität eine zentrale Rolle im Staat Venedig zukommen. Man ging gegenüber den Studenten mit größter Toleranz vor, so auch in Religionsfragen und räumte den Dozenten die größtmögliche Lehrfreiheit ein, sodass die Universität mit Recht das verpflichtende Motto Universa universis Patavina libertas führen konnte. Einer der ersten Rektoren nach der Neuordnung war 1524 Gerolamo Cardano.

### Galileo Galilei

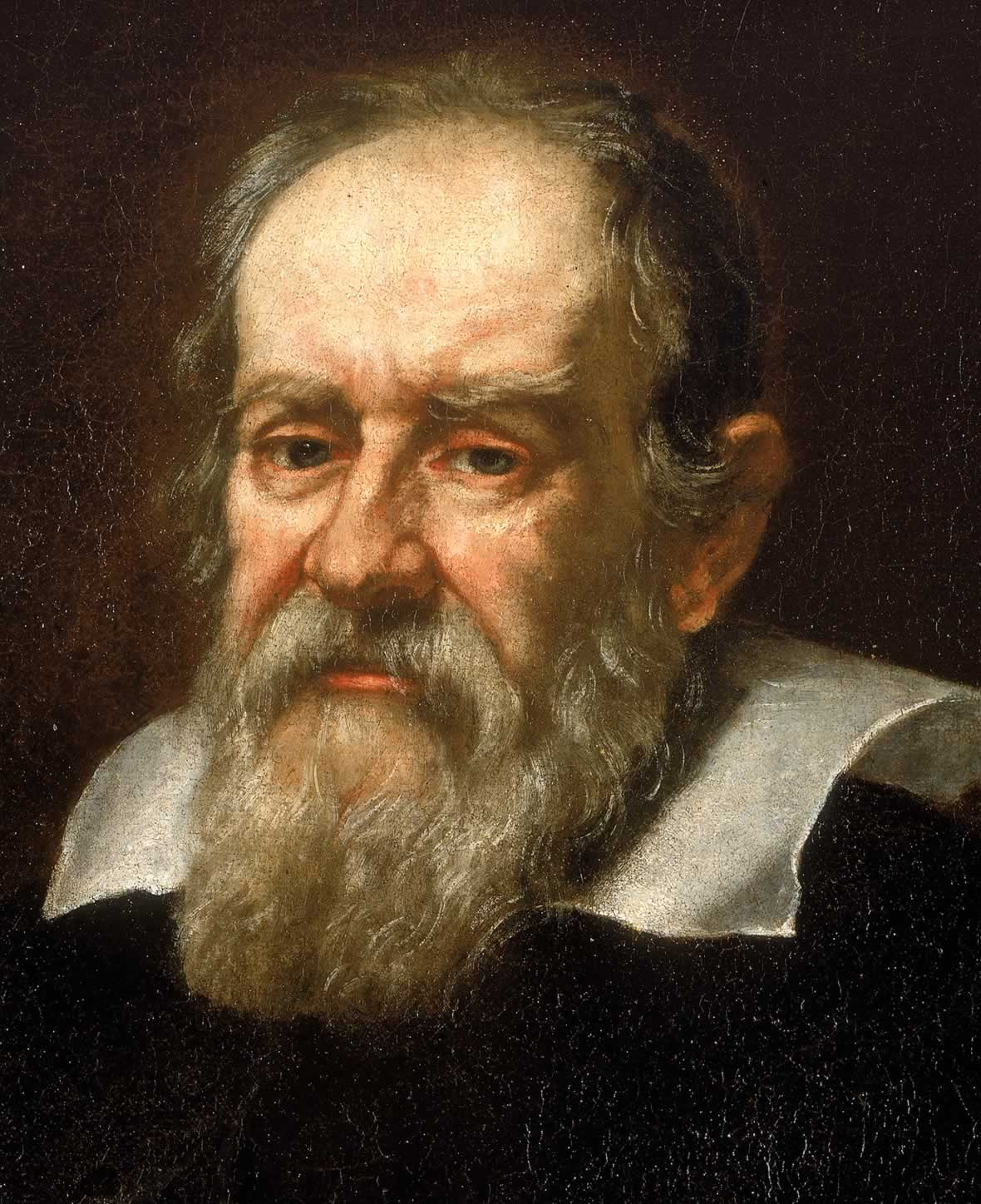
Galileo Galilei

Als Nachfolger von Giuseppe Moletti auf dem Lehrstuhl ad mathematicam kam 1592 Galileo Galilei nach Padua. Er blieb dort achtzehn Jahre und veröffentlichte kurz vor dem Verlassen der Stadt die erste Reihe seiner großen astronomischen Entdeckungen, die die wahren Zusammenhänge unseres Universums ans Licht bringen sollte. In der Entstehung des naturwissenschaftlichen Denkens und in der Geschichte der Universität Padua nimmt Galileo einen entscheidenden Platz ein.

### Die ersten Anzeichen des Verfalls
In den letzten Jahrzehnten des 17. Jahrhunderts und in den darauffolgenden Jahren nahm die große Zahl der ausländischen Studenten stark ab. Wenn auch in Padua noch weiterhin wissenschaftliche Fortschritte gemacht wurden und das Ansehen der Universität unverändert blieb, so zeigten sich gegen Ende des 17. Jahrhunderts Schwächen, die sich im 18. Jahrhundert verstärkten. Die Universität als offizielle Hochschule der Serenissima hatte ihre größte Bedeutung in den Glanzzeiten der venezianischen Republik und büßte parallel zum zunehmenden Verlust Venedigs an politischem Einfluss seine privilegierte Stellung gegenüber den anderen europäischen Universitäten ein. Das Studium Patavinum konnte nicht mit dem zunehmenden Fortschritt in den Wissenschaften Schritt halten. Um die Universität wieder attraktiv zu gestalten, galt es vor allem, die veralteten Lehrmethoden abzuschaffen.

### Beginn der Dezentralisierung
Der Palazzo del Bo reichte nicht mehr zur Unterbringung aller Schulen aus, obwohl er ständig durch Anbauten erweitert wurde. Daraus ergab sich eine notwendige Dezentralisierung der wissenschaftlichen Institute. Man erreichte eine günstige Verteilung, die die gewünschte Neuordnung des alten Zentralgebäudes zuließ. Im Jahr 1872 siedelten die Schulen der Human- und Veterinärmedizin in die Räume des ehemaligen Klosters San Mattia über. 1890 wurden das Institut für Pharmazeutische Chemie und die Geburtshilfeklinik in Gebäuden am städtischen Krankenhaus untergebracht. Ihnen folgte 1899 die Klinik für Kinderheilkunde, während 1893 die Ingenieurschule ihren neuen Platz im Palazzo Cavalli bei den Porte Contarini erhielt. 1923 wurde die Sternwarte Padua aus der Universität ausgegliedert.

## Die „Nationes“ der Studenten
| An der Juristenuniversität | An der Universität der Freien Künste          |
| -------------------------- | --------------------------------------------- |
| Natio Germanica            | Ultramontana (alle Länder jenseits der Alpen) |
| Bohema                     |                                               |
|                            | Genuesern                                     |
| Polnisch                   |                                               |
| Ungarisch                  |                                               |
|                            | Illyrer                                       |
| Provenzalisch              |                                               |
| Burgundisch                |                                               |
|                            | Istrier                                       |
| Engländer                  |                                               |
| Catalanier                 |                                               |
| Ultramarina                | Ultramarina (auch zyprische genannt)          |
| Schotten                   |                                               |
| Römer                      |                                               |
| Sizilianer                 |                                               |
| Anconitanisch              |                                               |
| Lombarden                  | Lombarden                                     |
| Mailänder                  |                                               |
| Tuszische                  | Tuszische                                     |
| Venetisch                  |                                               |
| Trevisanisch               | Trevisanisch                                  |
| Friulanisch                | Friaul                                        |
| Dalmatier                  | Dalmatier                                     |
| Piemonteser                | Piemonteser                                   |
| Paduaner Natio             |                                               |

## Fakultäten
- Agrarwissenschaften
- Pharmazie
- Rechtswissenschaften
- Kunst- und Geisteswissenschaften
- Humanmedizin
- Veterinärmedizin
- Psychologie
- Pädagogik
- Mathematik, Physik und Naturwissenschaften
- Politikwissenschaften
- Statistik
- Ingenieurwissenschaften
- Wirtschaftswissenschaften

## Scuola Galileiana di Studi Superiori
Zur Förderung besonders begabter Studenten gründete die Universität 2004 die Scuola Galileiana di Studi Superiori.

## Persönlichkeiten und Alumni
- Nikolaus von Kues (1401–1464), deutscher Philosoph, Theologe und Kardinal, der von 1417 bis 1423 Kirchenrecht in Padua studierte.
- Peter vom Stein (um 1390–1480), Generalvikar und Reformer im Bistum Speyer
- Johannes Hinderbach (1418–1486), Bischof von Trient
- Thomas Linacre (um 1460–1524), englischer Arzt und Gelehrter. Begründer des Humanismus in England. 1496 in Padua in Medizin graduiert.
- Francysk Skaryna (1486–1541), Buchdrucker und Bibelübersetzer
- Johannes Meckbach (1495–1555), Mediziner
- Giovan Antonio Rusconi (1515/1520–1579), Wasserbauingenieur Venedigs, Übersetzer und Illustrator des Vitruv
- Adolf Occo (1524–1606), deutscher Mediziner
- Stephan Báthory (1533–1586), Fürst von Siebenbürgen, König von Polen und Großfürst von Litauen
- Konrad Dinner (1540–um 1600), Jurist und Humanist, Dinner wurde in Padua zum Doktor beider Rechte promoviert
- Jan Zamoyski (1542–1605), jüngster Rektor mit 21 Jahren
- Nicolaus Copernikus (1473–1543), Entdecker
- Johann Georg von Werdenstein (1542–1608), dort Student; Domkapitular und Domkantor in Eichstätt, Domherr in Augsburg, bedeutender Büchersammler
- Wilhelm von Efferen (1563–1616), Bischof von Worms
- Franz von Sales (1567–1622), französischer Bischof von Genf/Annecy, Ordensgründer, Kirchenlehrer, Heiliger
- Michael Maier (1569–1622), Arzt, Alchemist, Satiriker und neulateinischer Dichter
- Andrea Argoli (1570–1657), Mathematiker, Astronom und Astrologe
- William Harvey (1578–1657), dort Student und Mitglied der Deutschen Landsmannschaft; englischer Arzt und Anatom.
- Matthias Glandorp (1595–1636), deutscher Mediziner, wurde 1617 in Padua promoviert
- Johannes Wesling (1598–1649), Mediziner und Professor für Anatomie und Botanik, wurde 1629 mit einer Dissertation über das Fieber in Padua promoviert
- Thomas Browne (1605–1682), Arzt, Philosoph und Dichter
- Johann Konrad Herold (1612–1682), von Höflingen auf Schönau, Prorektor der Juristen-Universität Padua, Apostolischer Protonotar, kurbayerischer Geistlicher Rat und Prinzenerzieher
- Angelus Silesius (1624–1677), deutscher Lyriker, Theologe und Arzt
- Domenico de Marchetti (1626–1688), Anatom, Physiologe und Chirurg
- Nicolaus Comnenus Papadopoli (1655–1740), Kirchenrechtler und Historiker
- Giovanni Battista Morgagni (1682–1771), italienischer Begründer der Pathologie
- Vikentios Damodos (1700–1752), griechischer Philosoph der Aufklärung
- Marcus Anton von Plenciz (1705–1786), österreichischer Arzt und Hochschullehrer
- Pietro Arduino (1728–1805), erster Lehrstuhlinhaber für Landwirtschaft
- Ferdinand Attems (1746–1820), österreichischer Politiker
- Ludwig Arduino (1759–1833), Hochschullehrer
- Giuseppe Fossati (1759–1810), Tessiner Jurist und Übersetzer
- Giambattista Torricelli (1779–1848), Schweizer römisch-katholischer Geistlicher und Schriftsteller
- Anton von Rosas (1791–1855), österreichischer Mediziner und Augenarzt
- Francesco Scalini (1792–1871), österreichischer Ingenieur und Politiker
- Angelo Somazzi (1803–1892), Schweizer Politiker und Journalist
- Giuseppe Pioda (1810–1856), Schweizer Architekt und Ingenieur
- Carl Porenta (1814–1898), slowenischer Jurist und Politiker
- Giovanni Airoldi (1823–1894), Schweizer Jurist und Politiker
- Joseph Müller (1825–1895), österreichischer Philologe und Historiker, Professor der Deutschen Sprache und Literatur
- Achille De Giovanni (1838–1916), italienischer Internist und Freimaurer
- Edoardo Bassini (1844–1924), italienischer Chirurg
- Aristide Baragiola (1847–1928), italienischer Germanist und Volkskundler
- Tullio Levi-Civita (1873–1941), Mathematiker
- Vittorio Benussi (1878–1927), Philosoph und Experimentalpsychologe
- Eugenio Zolli (1881–1956), italienisch-österreichischer Gelehrter, Rabbiner und Holocaustüberlebender, der zum Christentum konvertierte
- Christoph Hartung von Hartungen (1882–1967), ital.- österreichischer Arzt und Homöopath
- Antonio Negri (1933–2023), Politikwissenschaftler
- Federico Faggin (* 1941), Entwickler des ersten kommerziellen Mikroprozessors
- Matteo Bellina (* 1979), Rechtsanwalt